# CH-47 Chinook
Boeing CH-47 Chinook este un elicopter de transport greu, bimotor cu două rotoare în tandem. Viteza sa maximă de 315 km/h era mai mare decât cea a elicopterelor utilitare și de atac contemporane din anii 1960. Elicopterul Chinook este printre puținele aeronave ale epocii respective, precum C-130 Hercules și UH-1 Iroquois, care este încă în producție și în serviciul activ, fiind fabricat în peste 1,179 de exemplare. Principalele sale roluri sunt transportul aeropurtat al trupelor, al pieselor de artilerie și reaprovizionarea. În spatele fuselajului se află o rampă de încărcare foarte lată, precum și trei cârlige pentru transportul cargoului extern. 
Elicopterele Chinook au fost achiziționate de către 16 țări, cei mai mari utilizatori fiind Armata de uscat a Statelor Unite ale Americii și Forțele Aeriene Regale ale Marii Britanii. Chinook sunt în prezent fabricate de către Boeing Rotorcraft Systems, fiind printre cele mai grele elicoptere de transport din Occident.

## Variante civile
- Model 234LR (Long Range) - Elicopter de transport comercial. Modelul 234LR poate fi configurat ca elicopter de transport numai pentru pasageri, numai pentru cargo, sau mixt, cargo/pasageri.
- Model 234ER (Extended Range) - Versiune de transport comercial.
- Model MLR (Multi Purpose Long Range) - Versiune de transport comercial.
- Model 234UT (Utility Transport) - Elicopter de transport utilitar.
- Model 414 - Modelul 414 este versiunea de export internațional a lui CH-47D. Mai este denumită și CH-47D Chinook Internațional.

## Derivate
În anii '70, armata a contractat Boeing pentru proiectarea unui elicopter cu forță de ridicare mărită (EFRM), desemnat XCH-62A. Aparent era o versiune mărită a unui CH-47 fără fuselaj convențional într-o configurație similară cu un S-64 Skycrane (CH-54 Tarhe), dar proiectul a fost anulat. Proiectul a mai fost examinat o dată în anii '80, fiind încă o dată respins. Versiunea mărită a EFRM a fost abandonată complet la sfârșitul anului 2005 la Fort Rucker, Alabama.

## Operatori

### Operatori militari
- Argentina
- Australia
- Canada [2]
- Egipt
- Grecia
- Iran

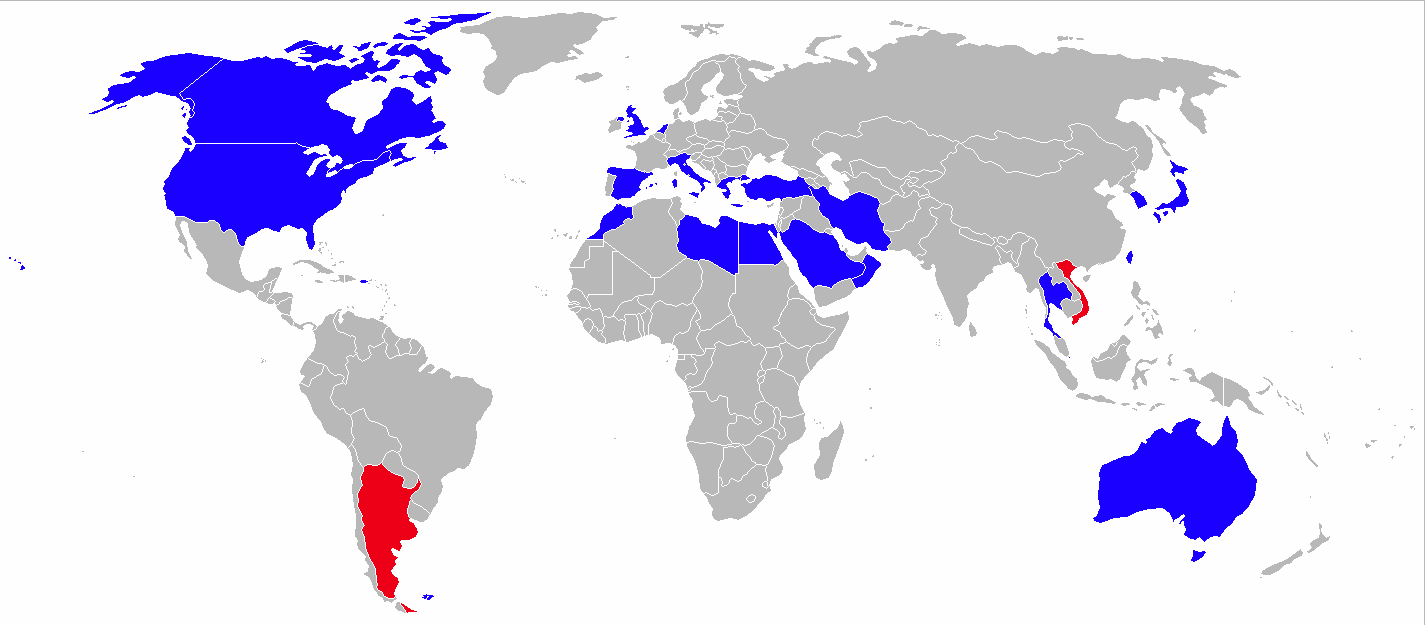
Harta operatorilor militari ai elicopterului CH-47 Chinook (foștii utilizatori sunt marcați cu roșu).

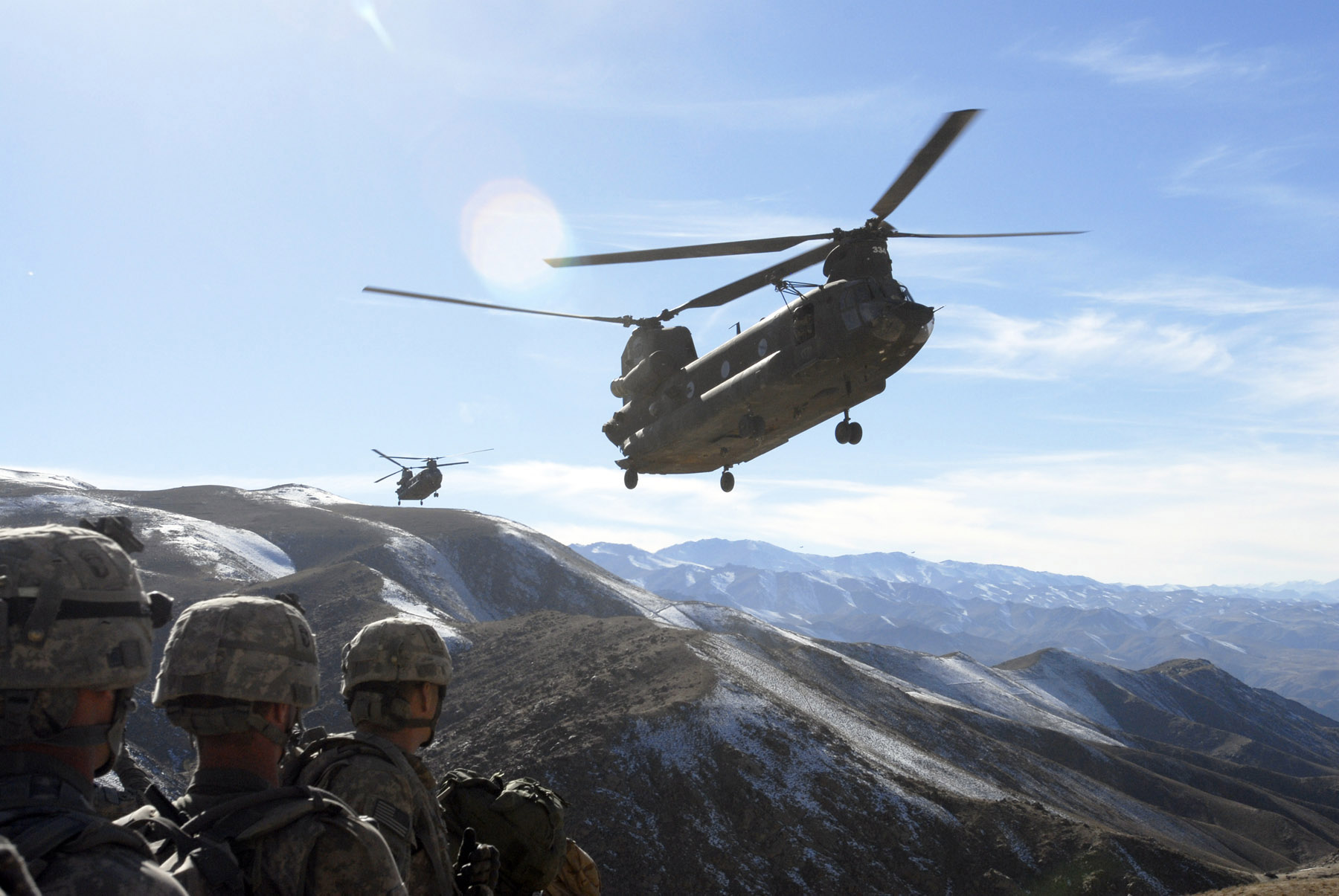
Elicoptere Chinook în Afghanistan (2008).

- Italia - fabricat sub licență de către AgustaWestland.
- Japonia - fabricat sub licență de către Kawasaki.
- Libia
- Maroc
- Țările de Jos
- Taiwan
- Singapore
- Coreea de Sud
- Spania
- Thailanda
- Turcia - 14 elicoptere au fost comandate.
- Regatul Unit - varianta proprie fabricată sub licență Boeing Chinook.
- Emiratele Arabe Unite
- Statele Unite ale Americii
- Vietnam - capturate de la armata americană în timpul Războiului din Vietnam.

### Operatori civili
- Canada

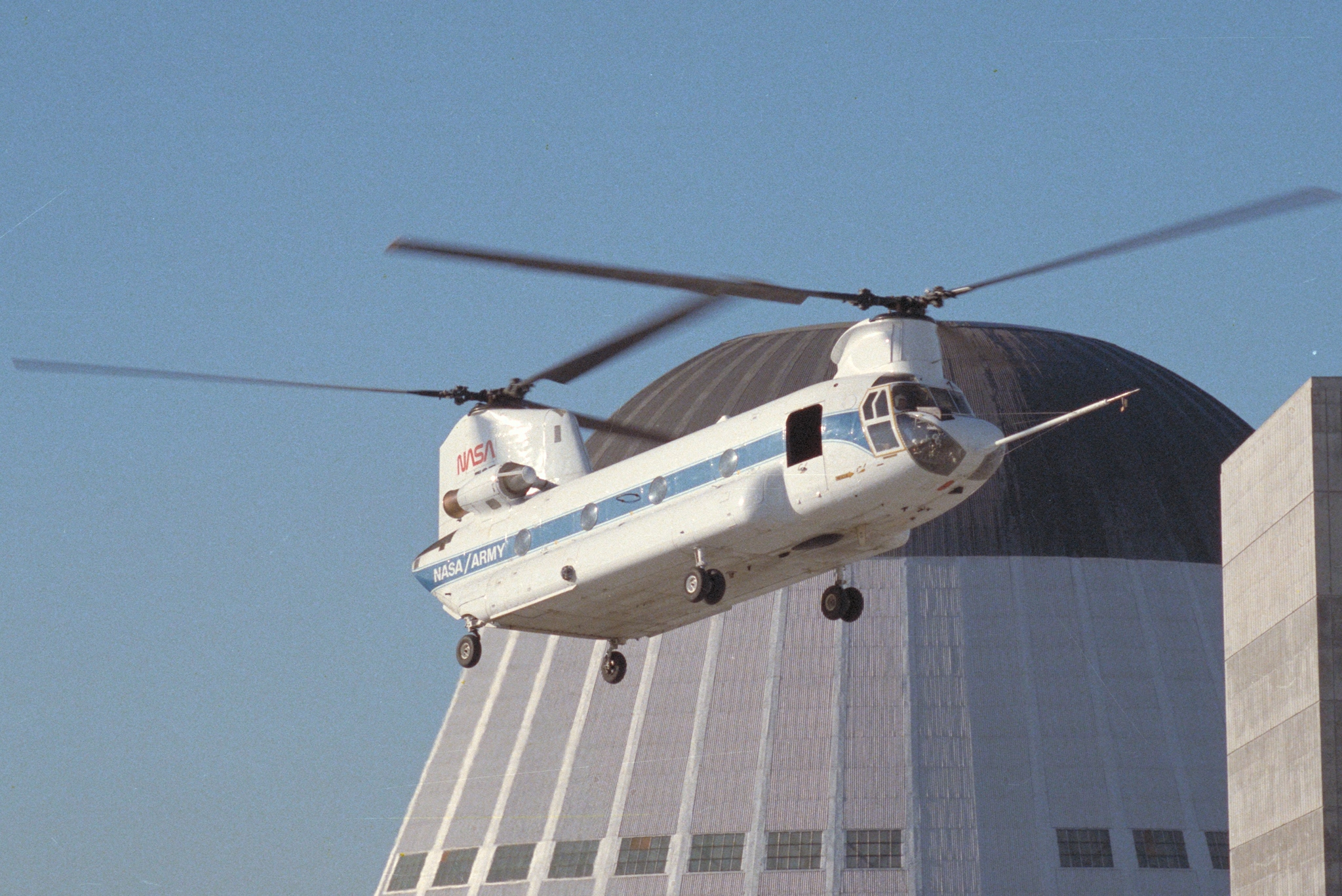
NASA CH-47B folosit ca simulator de zbor. Fost US Army 66-19138

  - Helifor Canada Corp (închiriat de la Columbia Helicopters)
- Taiwan
  - Taiwan National Fire Administration (folosește în prezent trei 234)
- China
  - Civil Aviation Administration of China (o demonstrație timp de o lună)[3]
- Ecuador
  - Icaro Air (închiriate de la Columbia Helicopters)
- Norvegia
  - CHC Helikopter Service (anterior, Helikopter Services)
- Regatul Unit
  - British Airways Helicopters
  - British International Helicopters
- Statele Unite ale Americii
  - Columbia Helicopters (utilizează în prezent șapte 234s)
  - Era Aviation
  - NASA (14 august 1979 - 20 septembrie 1989)[4]
  - Trump Airlines

Foștii operatori civili sunt marcați cu litere italice.